# Beaumont-la-Ronce
Beaumont-la-Ronce là một xã thuộc tỉnh Indre-et-Loire trong vùng Centre-Val de Loire ở miền trung nước Pháp.